# كيمتريل

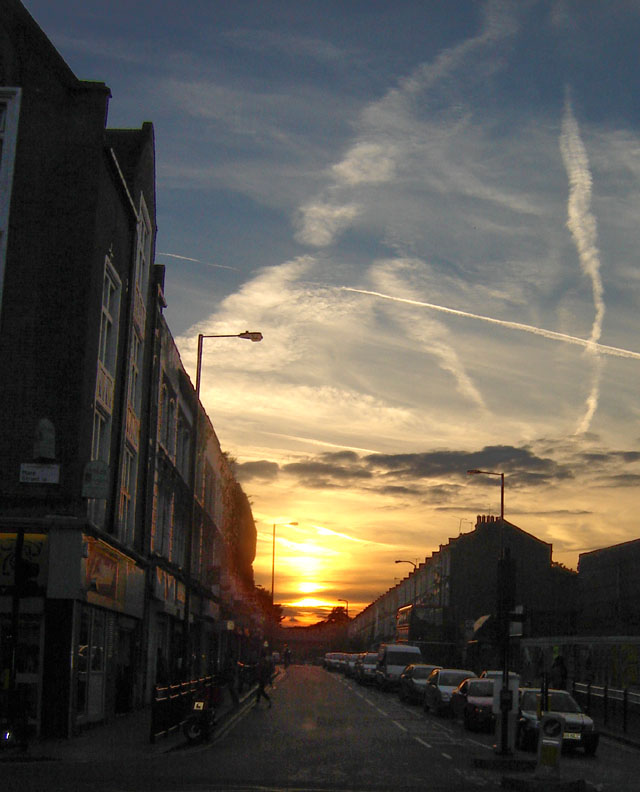
غاز كيمتريل كما يظهر في السماء

كيمتريل (Chemtrail)، أو نظرية مؤامرة الكيمتريل (Chemtrail conspiracy theory). هو سحاب أبيض ينتشر في السماء يشبه الخطوط المتكثفة التي تطلقها الطائرات ولكنه يتركب من مواد كيميائية أو ضبوب ولا يحتوي على بخار الماء. يُرش هذا الغاز عمدًا من على ارتفاع عال، وقد تزايدت الشكوك حول الغرض من استخدامه والذي يُعتبر غرضًا سريًّا يكتنفه الغموض، كما أنه يُستعمل في برامج سرية يقودها مسؤولون حكوميون.

## موقف البلدان
لاقت الأفكار المنتشرة لهذه النظرية رفضاً من قِبل المجتمع العلمي والذي نص على أنها ليست سوى دخان طائرات عادي، كما أن افتقادها الأدلةَ العلمية يجعلها نظرية زائفة. وقد تلقت وكالاتٌ رسمية آلاف الشكاوى من عدة أشخاص طالبوا بتفسير واضح بخصوص هذه المؤامرة بعد أن بدأت خيوطها تنكشف للعيان. وعبَّر العديد من العلماء حول العالم من الذين اعتبروا أن الكيمتريل هو بمثابة غيمة طائرة عن استنكارهم لوجوده. واعتبرت القوات الجوية الأمريكية أن هذا الغاز لا يتعدى كونه مجرد ألعوبة. وقالت: إنه قد تحققت منه وقد تم دحضه من قبل العديد من الجامعات المعترف بها والمنظمات العلمية ووسائل الإعلام الرسمية. وقالت إدارة شؤون البيئة والغذاء والريف البريطانية أن الكيمتريل غير معترف به كظاهرة من الناحية العلمية. كما استنكر مسؤولٌ حكومي في مجلس العموم الكندي الفكرةَ واعتبرها «عبارة شعبية» كما قال «لا يوجد دليل علمي يدعم وجوده»

## لمحة عن النظرية
بحسب مؤيدي نظرية المؤامرة فإن أول ظهور للكيمتريل وقع عام 1996. وهذا الاسم كميتريل يتألف من مقطعين اثنين هما: Chem أي مواد كيماوية و trail أي الأثر، وهي اختصار ل"chemical trail". وهي تشبه نوعا ما عبارة "contrail" وهي لفظ منحوت لغيمة طائرة " condensation trail". كما أنها لا ترتبط بأشكال الرش الجوي الأخرى مثل التطبيق الجوي والاستمطار والكتابة الدخانية في السماء ومكافحة الحرائق الجوية. وقد يشير المصطلح بشكل محدد إلى وجود مسارات جوية ناتجة عن إطلاق موادَّ كيميائية من ارتفاع عالٍ جداً، وهي مواد لا تتواجد في الدخان الذي تطلقه نفاثات الطائرات العادية. كما يتكهن المؤيدون لهذه النظرية بأن الغرض من إطلاق المواد الكيميائية قد يكون مفيدا لإدارة الإشعاع الشمسي والسيطرة على نسبة السكان وتعديل الطقس أو السلاح الكيميائي/بيولوجي أو وسيلة للاتصالات أو للتشويش في المجال العسكري، كما ادّعوا بأن هذه الممرات الدخانية قد تسبب أمراضا بالجهاز التنفسي ومشاكل صحية أخرى.
- ظهر مصطلح «كيمتريل» في مشروع قانون في عام 2001 بالولايات المتحدة، وهذا المشروع قدمه السياسي دنيس كوسينيتش أمام الكونغرس الأمريكي حيث وصف فيه بأن الكيمتريل سلاح يتسم بالغرابة.[8] لكن قوبل هذا المشروع بالرفض ولم يتم ذكر هذا المصطلح في نسخات تالية.
- في مقابلة أُجريت في يناير عام 2002 من قبل الصحفي بوب فيتراكيس في جريدة كولوميوس ألايف، سأل هذا الصحفي كوسينيتش عن سبب ذكره لمصطلح كيمتريل في مشروع القانون بالرغم من أن حكومة الولايات المتحدة تنفيه بشدة، فأجاب كوسينيتش قائلا: «السبب أنه يوجد برنامج كامل في وزارة الدفاع يُدعى فيجن بور 2020 وهو المسؤول عن تطوير هذه الأسلحة»[9]
- في إحدى الجلسات العلنية بسانتا كروز، كاليفورنيا في يونيو عام 2003، أكد كوسينيتش مرة أخرى على الوجود والاستخدام الفعلي للسلاح المناخي قائلا:" Chemtrails are real !" بمعنى: «الكيمتريل حقيقة!».[10]

## أدلة تثبت وجود الكيمتريل

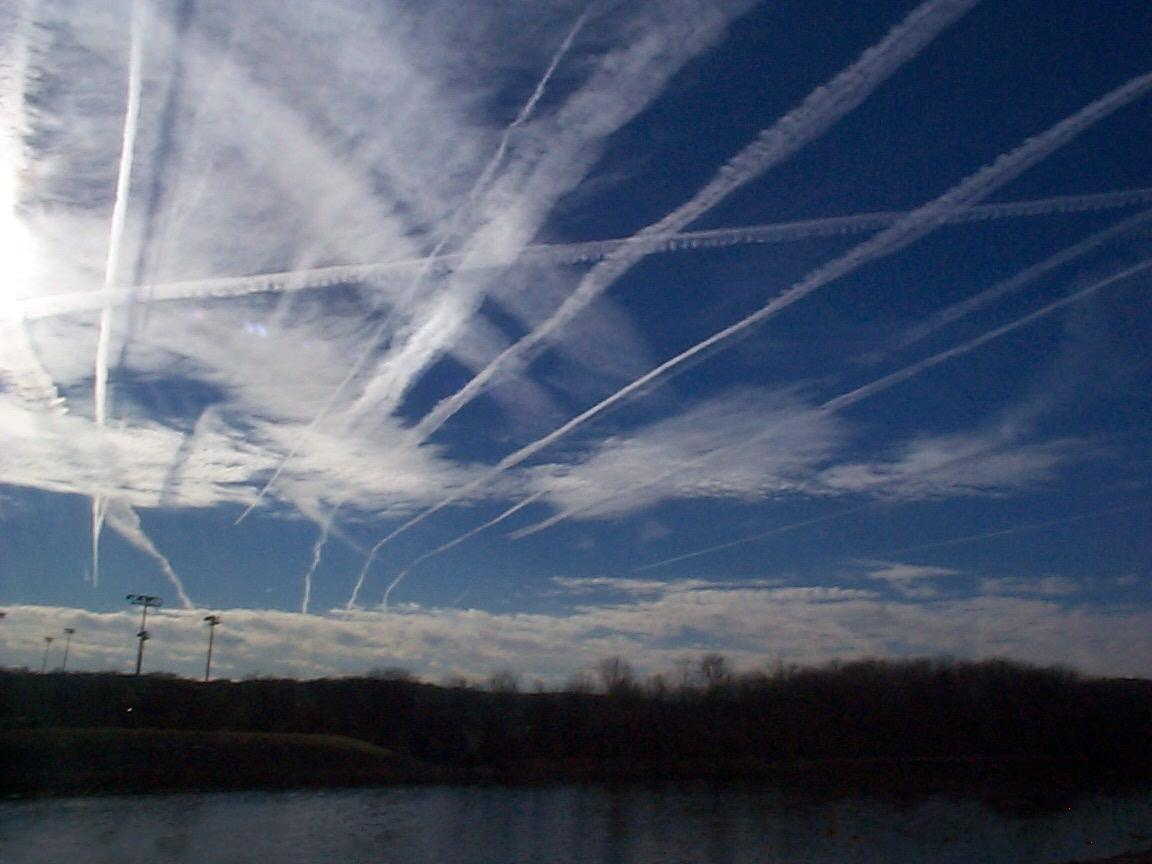
صورة لغيوم طائرات وصفها مؤيدو النظرية كونها مسارات كيمتريل. المصدر وكالة ناسا - فيرجينيا 2001.

### دور الكيمتريل

صورة توضيحية تبرز الفرق بين دخان الطائرات العادية (contrail) وغاز الكيمتريل.

أدى العديد من مؤيدي نظرية مؤامرة الكيمتريل عدة أطروحات بخصوص دور هذه الخطوط الدخانية بالرغم من كونهم لا يتفقون في أجزاء عدة في هذا الموضوع، ويهتم العديد من الأشخاص بهذه الأدوار بشكل دوري ويتعمقون في فهمها.
- من الأهداف الرئيسية، التحكم في المناخ لأغراض عسكرية والتي عادة ما يكون لها عواقب سلبية على السكان والنظام البيئي بما في ذلك الاستخدام المشترك لنظام برنامج الشفق النشط عالي التردد[11]، وقد أجريت تجارب أولية لهذا الغرض في بعض ولايات الولايات المتحدة في أعوام 1990، وبهذا فإن من أهداف سلاح الجو الأمريكي منذ سنوات هو مراقبة المناخ كما ذُكر في إحدى التقارير: «المناخ مثل القوة المضاعفة: سيُحكم الطقس في 2025».[12]

كما يوجد أهداف أخرى:
- أهداف اقتصادية: التحكم في المناخ سيتحكم في جزء من اقتصاد أي دولة سوى كان ذلك اجتماعيا أو فلاحيا، فعلى سبيل المثال يمكن تفادي خسائر في المحاصيل الزراعية بسبب غزارة الأمطار أو العواصف الرعدية والأعاصير وموجات الحر.
- التحكم في المناخ أثناء الحروب بالتعاون مع برنامج الشفق النشط عالي التردد، والقيام بتوليد اضطرابات جوية.
- التحكم في نسبة السكان: سوى كان ذلك من خلال مراقبة نسبة السكان أو بالتلاعب بالعقل. وسيسبب انتشار الكيمتريل في أن يُصبح أداة عالمية سرية وفتاكة، إذ أنها قادرة على إضعاف الجهاز المناعي للإنسان[13] إضافة إلى انتشار البكتيريا والفيروسات.

بخصوص تغير المناخ على الصعيد العالمي، فإن التقنيات المستعملة في هذا المجال انبثقت عن علم مراقبة المناخ والمسمى الهندسة الجيولوجية والذي ظهر منذ الخمسينات، وبحسب مؤيدي هذه النظرية فإن هذا العلم استخدم في تطبيقات عدة على المستوى العالمي منذ ما يقارب العقدين، كما أن الكيمتريل مسؤول نوعا ما عن التعتيم العالمي.
كما أن للكيمتريل هدفين متضاربين:
- المكافحة ضد الاحترار العالمي: فبحسب المؤدين فالكيمتريل سيكون وسيلة لخلق درع كيميائي من شأنه أن يقوم بتصفية ضوء الشمس، وبالتالي تقليل مؤشر الأشعة فوق البنفسجية، ولكن يرى شق آخر منهم بأن هذه المعلومات يمكن أن تكون من ضمن التضليل الإعلامي.[14]

فعلى سبيل المثال، فقد كان الفارق لمتوسط درجات الحرارة يبلغ 1.35 درجة مئوية مقارنة بتكهنات درجات الحرارة المسجلة آنذاك، وذلك إثر منع الطيران بثلاثة أيام بعد أحداث 11 سبتمبر بالولايات المتحدة، وأكدت مصادر عدة على أن تغير درجات الحرارة كان بسبب غيوم الطائرات بشكل محلي ومؤقت.
- خلق ظاهرة احتباس حراري اصطناعي: بحسب مؤيدين آخرين فإن الكيمتريل يساهم في تعزيز ظاهرة الاحتباس الحراري لأن أغلية الغيوم الاصطناعية تحجب الأشعة تحت الحمراء في الغلاف الجوي[16]

### رؤية الكيمتريل

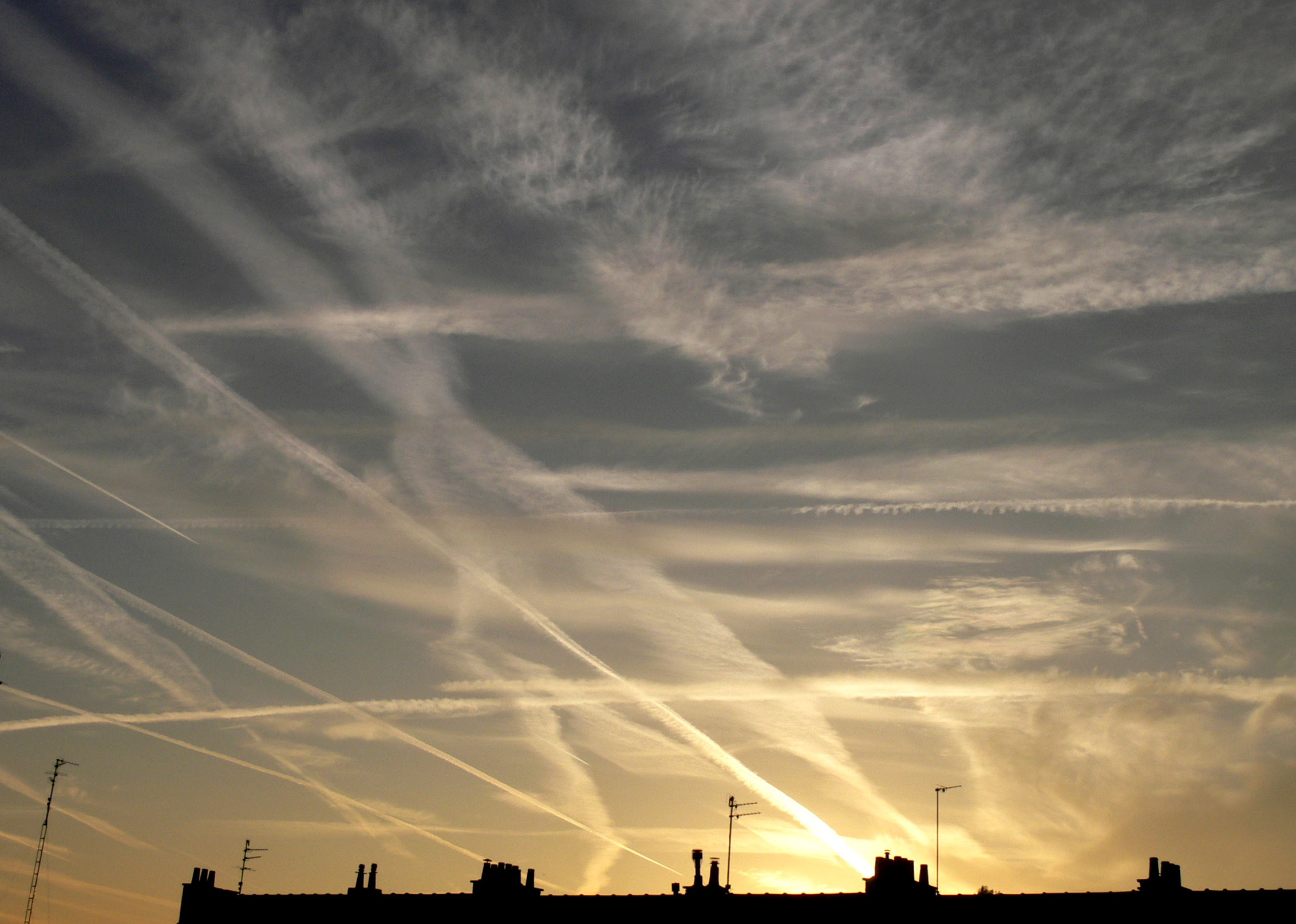
صورة مؤخوذة من ليل، وتظهر غاز الكيمتريل عند بزوغ الفجر بحسب مؤيدي النظرية

بحسب مؤيدي النظرية فإنه يصعب تمييز غاز الكيمتريل المنتشر في السماء كون أنه شبيه للدخان التي تخرجه نفاثات الطائرات، ولكن توجد مميزات يستطيع الشخص أن يعرفه:
- يمكن للكيمتريل أن يكون منتشرا ليلا ويكون واضحا خصوصا عند انعكاس ضوء القمر أو عند الفجر أو نهارا. يمكن أن يكون أيضا واضحا في أيام عدة عندما تكون السماء خالية من السحب وفي واجهة أشعة الشمس.
- يمكن ملاحظة أن غاز الكيمتريل يختفي بعد مدة أطول مقارنة بدخان الطائرات، يبقى عدة ساعات في شكل شرائط وتكون في توسع تدريجي لفترة طويلة لتشكل أخيرا سحابة اصطناعية، وفي الأثناء يكمن مشاهدة أشكال لولبية غير عادية ومختلفة وتنتج سماء غائمة وضاربة للبياض.
- يمكن رش الكيمتريل على ارتفاع عال أو على ارتفاع منخفض، كما أن عدة طائرات تقوم بالرش ولا تتبع الممرات الجوية المدنية وتطير على ارتفاع 4000 مترا/12000 قدما[17] وهو ارتفاع غير كاف لظهور المسارات الدخانية والتي تبدأ في التشكل إلا على ارتفاع 8000 مترا/24000 قدما تقريبا.[18][19]

إحدى مخلفات الطائرات من الكيمتريل التي تُستعمل بالتزامن مع برنامج الشفق النشط عالي التردد لتغيير الطقس

- لوحظ أن غاز الكيمتريل ينتشر في كثير من الأحيان على شكل خطوط متوازية أو على شكل شبكات أو على شكل علامات.
- سيكون من الممكن المراقبة بانتظام نقطة بداية ونهاية الرش في السماء.[20]
- ينتشر هذا الغاز بكثرة فوق المدن، والجبال، ويمكن التعرف عليه عندما يبدأ في الانتشار ويصبح شبيها لـ«قلادة اللؤلؤ».

### التركيبة
قام كليفورد كارنيكوم رئيس مؤسسة غير ربحية بتحليل عينات من الهواء التي جمعها على مستوى سطح الأرض بعد عمليات رش غاز الكيمتريل، وخلصت التحاليل كون أنه يتكون من المعادن الثقيلة بما في ذلك الألمنيوم والباريوم وأملاح مثل المغنيسيوم والكالسيوم وغيرها من العناصر مثل التيتانيوم وألياف المكثور المجهرية.
كما خلصت الأبحاث التي قام بها لويجينا ماركيز، وهو مؤلف ملفا عن رش المواد الكيماوية والتي قام بنشرها في مجلة إكس تايم عدد 3 أكد من خلالها دراسة كارنيكوم مشيرا إلى وجود صلة بين المواد الكيميائية الجوية غير الزراعية المستخدمة وآثار الباريوم والألومنيوم في الزراعة العضوية
كما قامت عدة جهات في أريزونا وفينيكس بتحليل عدة تقريرات قدمتها فرق من المواطنين من بينها سكاي ووتش الذين قاموا بمراقبة عمليات الرش، وخلصت النتائج تواجد كميات من المواد الكيميائية السامة.
وفي بحث آخر توصل علماء في تحليل مكونات هذه المادة، فهو خليط من وقود الطائرات JP8 +100 إضافة إلى نسبة كبيرة من ثاني بروميد الإيثلين (EDB) وقد تم حظر هذه المبيدات الكيماوية في عام 1983 من قبل وكالة حماية البيئة الأمريكية باعتبارها مادة مسرطنة إضافة لكونها مادة كيميائية شديدة السمومة. وقال أحد الباحثين والمحققين ويدعى تومي فارمر أنه وعلى إثر تحليل عينات من الكيمتريل قد تبين أنه يحتوي على الحديدوز المؤكسد ويستعمل في إنجاز تجارب على الطقس.

### تأثيرات الكيمتريل

#### على الصحة
يرى أنصار هذه النظرية أن للكيمتريل تأثيرات على صحة الإنسان، فهو يمكن أن يسبب مشاكل في التنفس، ويمكن في بعض الأحيان أي يسبب مرض آلزهايمر بسبب أنه يحتوي على الأليمنيوم.
وأعلن المتحدث باسم الحزب المعارض في كندا وهو الحزب الديمقراطي الجديد في 18 نوفمبر 1998 غوردن إيرلي في شكل عريضة موجهة للبرلمان باسم سكان بلدة إسبانيولا في كندا ذكر فيها:«وقع أكثر من 500 من سكان من منطقة إسبانيولا عريضة تتعلق بمخاوفهم بشأن إمكانية تورط الحكومة في دعم طائرات تقوم برش ضبوب ووجدوا آثارا عالية من جزيئات الألومنيوم والكوارتز في عينات من مياه الأمطار، وقد دفعت هذه المخاوف بالكنديين لاتخاذ إجراءات خاصة كما سعوا إلى الحصول على إجابات واضحة». ويسبب أيضا التهابات حادة في الحلق والجيوب الأنفية التي تسبب الصداع وتورّم في الغدد اللمفاوية ونوبات السعال وضيق في التنفس وفشل عام في الجهاز التنفسي كما يلحق ضررا بالقلب والكبد، والتعرض لثاني بروميد الإيثلين يجعل الأشخاص أكثر عرضة لعوامل بيولوجية أخرى بسبب التهيج الشديدة في الرئة.
كما ظهرت أمراض جديدة بالولايات المحدة مثل مرض مورجيلونز يمكن أن يكون سببه من عمليات رش الغاز، وهو مرض يصيب الجلد نتيجة ظهور ألياف ملونة وملتوية. وبحسب اختبار التلوث لمادة الكيمتريل فإنه قد وُجد ألياف المكثور المجهرية في الجسم.

#### على المحيط

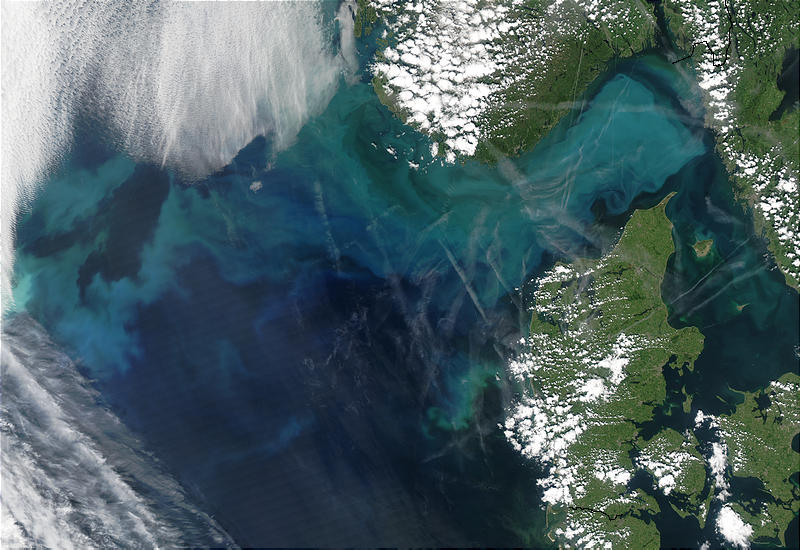
غاز الكيمتريل من منظر علوي بحسب مؤيدي النظرية

يتفاعل الكيمتريل كمجفف ويقوم بتجفيف الأرض. وذُكر بإحدى المواقع شعارات تشجب الاعتداء المتواصل على المحيط: «الحرب البيئية العالمية حقيقة: هذا يعني أن الأعاصير والفيضانات والزلازل والجفاف يمكن أن تُستعمل كأسلحة. الغلاف الجوي فوق الولايات المتحدة وكندا وأستراليا واليابان وأوروبا يحتوي على كميات كبيرة من الضبوب التي تحتوي على الباريوم وغيرها من المواد السامة التي تستخدمها الترسانة الجيوفيزيائية الجديدة.» كما قام باحثون ومنظمات تهتم بدراسة تأثيرات الكيمتريل على المحيط والسكان بجمع ما يكفي من أدلة بشأن آثاره السلبية على النباتات وعلى كوكب الأرض والسكان والحيوانات والماء. ووجد العلماء أن كوكب الأرض مشبع بالكثير من المعادن مثل الألومنيوم والباريوم، وكذلك أملاح الكبريتيك التي يعتبرها المهندسون الجيولوجيون تستخدم لمنع وصول ضوء الشمس إلى الأرض. ويعود استعمال الكيمتريل منذ بداية الستينات عندما قالت بعض الحكومات بأن رش الغلاف الجوي بالمواد الكيميائية يأتي كحماية للمحيط، ولكن منذ ذلك الحين، خسرت الأرض 22 بالمائة من ضوء الشمس المنبعث إليها بمعنى أن الأرض الآن أظلم 22 بالمائة من الوقت التي بدأت فيها عمليات رش هذ الغاز. كما اعترفت وكالة ناسا بظهور سحب عملاقة من صنع الإنسان ويُطلق عليها «السحب النفاثة». وسيسبب الاستعمال المتواصل انهيارا كاملا تقريبا للنظام البيئي في مناطق معينة غربي الساحل البحري، وسينتج عن خلق أكبر الأعاصير على الإطلاق.

### مكافحة الكيمتريل
تحاول جمعيات المواطنين في جميع أنحاء العالم مكافحة هذه المادة، ففي فرنسا أكدت جمعية المواطنين للمتابعة ومركز الدراسة والمعلومات في برامج التدخل المناخي والجوي أن لديها وسائل ودلائل ستكشفها للمواطنين من أجل أن يطلع على حقائق انتشار هذا الغاز. كما أطلقت جمعية سكاي ووتش الأمريكية بكاليفورنيا عريضة ذكرت فيها استنكارها لاستعمال هذه المادة، كما قامت منظمة كاكتوس بتكريس جهودها لوقف عمليات الرش المستمرة.

## النقد
فند الموقع الرسمي لسلاح الجو الأمريكي «خدعة الكيمتريل التي تسببت في توجيه اتهامات لسلاح الجو الأمريكي بعد تورطهم في عمليات رش الغاز على سكان الولايات المتحدة» مستعملا أيضا مواد غامضة. وذكر أيضا: «أورد عدة مؤلفون سجلا يتضمن بحوثا في جامعة إير بعنوان: 'المناخ بمثابة مضاعف للقوة: امتلاك الطقس في عام 2025' مما يشير إلى أن القوات الجوية الأمريكية تقوم بإجراء تجارب تعديل الطقس. وكان موضوع هذه القضية جزءا من أطروحة تعطي نظرة على إستراتيجية استخدام وتعديل الطقس في المستقبل لتحقيق أهداف عسكرية، وأنها لا تعكس سياسة وممارسات وقدرات عسكرية حالية. سلاح الجو الأمريكي لا يجري أي تجارب أو برنامج لتعديل الطقس وليس لديه خطط للقيام بذلك في المستقبل».
أكد باتريك مينيس العالم في دراسات الغلاف الجوي بمركز لانغلي البحثي التابع لوكالة ناسا هامبتون، فيرجينيا لجريدة أماريكا توداي بأن المنطق لا يعتبر نقطة قوة بالنسبة لمؤيدي النظرية، وقال: "إذا كنتم تسيؤون إلى الأشخاص، وتحاولون دحض الأشياء، فما تقومون به لا يُعد سوى جزءا من المؤامرة."
بعض مما اقتطف من اعتراضات بشأن نظرية الكيمتريل:
- يتطلب تعاون مئات الآلاف من الموظفين والجنود والعلماء وخبراء الأرصاد الجوية، وغيرهم في كل مكان في جميع أنحاء العالم. ومن غير المرجح أن مشروع بهذا الحجم أن يتواجد من دون العثور على أدلة أو اعتراف من المشاركين. كما نفت بعض السلطات على الدوام وجودا رسميا لمرشات غاز الكيمتريل.[37][38]
- لأي هدف يتم رش المواد الكيميائية السامة عن ارتفاع يبلغ أكثر من 10000 م / 30000 والتي تنتشر بطريقة لا يمكن التنبؤ بها بسبب الرياح والارتفاعات العالية؟
- من المرعب فعلا رؤية المواطنين لطائرات مجهولة تحلق عاليا، وتغاضي المراقبين الجوين عن الأمر. فالطائرات لا تمر بسهولة ومن دون أن يلاحظها أحد من قبل الرادار.
- يمكن أن تبقى غيوم الطائرات لعدة ساعات ومن ثم تتحول إلى غيوم عندما تكون ظروف الرطوبة والاستقرار مناسبة.[39]

## الكيمتريل في الثقافة الشعبية
- في عام 2007، قام السينيمائي الكيبكي كلود بيروبي بإنتاج بحث كوميدي بشأن الغموض الذي يحيط بآلات المطر والأساطير التي تحيط بها بعنوان "L'incroyable histoire des machines à pluie".[40]
- في عام 2008، غنى الأمريكي بيك موسيقي أغنية بعنوان "Chemtrails" في ألبومه موديرن غيلت.
- في 27 أبريل عام 2009، ذكر الفنان الموسيقي الأمير مصطلح "chemtrails" في مقابلة مع ترافيس سمايلي في إحدى البرامج التلفزيونية، معلقا على خطاب أحد الكوميديين والنشطاء ديك غريغوري بخصوص موضوع " qui nous touche de près" والذي أطلق عليه الأمير "le phénomène des chemtrails".
- في 3 مارس 2009، بث التلفزيون الأسترالي فيلما بعنوان "Toxic Skies". وقد ظهر في الفيلم أحد الشخصيات التي تتقمص دور طبيب والذي قام بوصف إحدى الأمراض ب"chemtrails" وهي مواد كيميائية سامة أدخلت في وقود الطائرات.[41]

## الكيمتريل في الإعلام
قامت عدة محطات تلفزية بذكر مصطلح «كيمتريل» في تقارير عدة:
- في 8 ديسمبر من عام 2000 في كندا، اتصل البرنامج بتيري ستيوارت مدير التخطيط والبيئة بمطار فيكتوريا الدولي ليطلب منه تفسيرا حول أشكال غريبة من الدوائر والشبكات والنسيج الدخاني فوق عاصمة كولومبيا البريطانية، ولكنه رد بواسطة رسالة صوتية قائلا: «هذه مناورة عسكرية للقوات الجوية الكندية والأمريكية. فهم لا يريدون توضيحا أكثر».[27]
- في يوليو 2004 في ألمانيا، قامت مونيكا غريفاهن وزيرة البيئة السابقة في سكسونيا السفلى (1990-1998) بكتابة رسالة موجهة للنشطاء المكافحين لهذا الغاز قائلة: «أشاطركم القلق خاصة حول استخدام سبائك من الألومنيوم أو الباريوم والتي تتكون من مواد سامة. ومع ذلك، على حد علمي، استخدمت فيها حتى الآن سوى نطاق محدود للغاية.»[42] وفي ديسمبر من عام 2007 ذكر تقرير إخباري في قناة آر تي إل، بأن خبراء الأرصاد الجوية الألمانية أكدوا على وجود هذه الضبوب وكانت مرتبطة بالاختبارات العسكرية التي كان هدفها التلاعب بالمناخ.
- في 25 يناير 2006 في إيطاليا، استدعي أنطونيو دي بيارتو النائب الأوروبي منذ عام 1999 والوزير السابق للبنى التحتية في حكومة رومانو برودي في إحدى نشرات الأخبار بقناة كنال إيطاليا لتقديم رد واضح بخصوص تحليق طائرات حلف شمال الأطلسي على إيطاليا، تاركة آثار من المواد الكيميائية المكونة من المعادن الثقيلة، فرد قائلا: «بخصوص قضية الطائرات، فهذه مشكلة أكثر تعقيدا. مساحات الطيران [...] ومواقعنا البحرية والبرية لا تزال محتلة إلى اليوم من قبل كتائب عسكرية غير إيطالية»[43]
- في 6 مايو 2009 في فرنسا، قامت جمعية ACSEIPICA يتخصيص جزء من تحقيقاتها حول الكيمتريل في مقال لها في جريدة أويست فرانس.
- في الولايات المتحدة، بُث في تقرير تلفزي في فبراير عام 2009 من محطة لوس أنجلوس المحلية تحقيقا في تركيبة مادة الكيمتريل[44] وكشفت عن احتوائه للباريوم. وفي 12 أبريل 2010، قام أحد مقدمي النشرة الجوية بالتلميح على رش الغاز في محطة كي تي في إل نيوز 10 التي تبث نحو ولاية أوريغون وشمال كاليفورنيا.[45]

## وصلات خارجية
- وثائقي التحكم في الطقس واقع أم خيال على يوتيوب
- تقرير إسرائيلي حول تغيرات المناخ في العالم على يوتيوب
- السلاح الفتاك على يوتيوب
- تأثير الكيمتريل على الصحة والمحيط على يوتيوب
- خطر يحدق بالسماء-نظرية الكيمتريل على يوتيوب